# Сторожилова, Дарья Андреевна
Да́рья Андре́евна Сторожи́лова (4 февраля 1993) — российская лыжница. Чемпионка России по лыжным гонкам 2015 в гонке на 30 километров.

## Биография
Дарья Сторожилова родилась 4 февраля 1993 года.
Воспитанница детско-юношеской спортивной школы «Квант», тренер — Владимир Храмов.
В 2012 году приняла участие в Чемпионате России по лыжным гонкам, заняв 36-е место в индивидуальной гонке свободным стилем на 10 километров с результатом 30,56 минут и выполнив норматив мастера спорта России.

## Достижения
- Серебряный призёр Чемпионата мира среди юниоров (скиатлон)[1]
- Чемпион России по лыжным гонкам 2015 в гонке на 30 км[1].
- Бронзовый призёр Чемпионата России по лыжным гонкам 2015 в индивидуальной гонке свободным стилем на 10 километров[3]